# Championnat de France masculin de handball de deuxième division 1992-1993
Navigation
Saison 1991-1992 Saison 1993-1994
La Nationale 1B 1992-1993 est la quarante-et-unième édition du Championnat de France masculin de handball de deuxième division, le deuxième plus haut niveau de handball en France. 
Le titre de champion de France est remporté par le Massy 91 Finances.

## Classement final
Le classement final du championnat est, :
|    | Équipe                          | Pts | J  | G  | N | P  | Bp  | Bc  | Diff |
| -- | ------------------------------- | --- | -- | -- | - | -- | --- | --- | ---- |
| 1  | Massy 91 Finances               | 59  | 22 | 17 | 3 | 2  | 511 | 423 | 88   |
| 2  | Villeurbanne HC                 | 55  | 22 | 16 | 1 | 5  | 556 | 492 | 64   |
| 3  | SC Sélestat (R)                 | 54  | 22 | 14 | 4 | 4  | 531 | 464 | 67   |
| 4  | Handball Saint-Brice 95         | 52  | 22 | 14 | 2 | 6  | 539 | 489 | 50   |
| 5  | UMS Pontault-Combault           | 51  | 22 | 14 | 1 | 7  | 470 | 419 | 51   |
| 6  | HBC Villeneuve d'Ascq           | 45  | 22 | 10 | 3 | 9  | 485 | 468 | 17   |
| 7  | Sporting Toulouse 31            | 43  | 22 | 10 | 1 | 11 | 474 | 473 | 1    |
| 8  | Mulhouse Sud Alsace (R)         | 40  | 22 | 9  | 0 | 13 | 503 | 517 | -14  |
| 9  | ES St-Martin-d'Hères            | 39  | 22 | 7  | 3 | 12 | 458 | 498 | -40  |
| 10 | Jeanne d'Arc de Villemomble (P) | 30  | 22 | 4  | 0 | 18 | 454 | 536 | -82  |
| 11 | SMEC Metz                       | 30  | 22 | 3  | 2 | 17 | 415 | 507 | -92  |
| 12 | HBC Anzin-Valenciennes Hainaut  | 30  | 22 | 4  | 0 | 18 | 486 | 596 | -110 |

Légende
|     | Promu en 1re Division                               |
|     | Relégué en 3e Division : aucun (passage à 28 clubs) |
| (R) | Relégué de 1re Division                             |
| (P) | Promu de 3e Division en début de saison.            |

## Meilleurs buteurs
À l'issue du championnat, les meilleurs buteurs sont :
|    | Joueur            | Club                           | Buts     |
| -- | ----------------- | ------------------------------ | -------- |
| 1  | Attila Borsos     | Saint Brice Val-d'Oise         | 166 buts |
| 2  | D. Vandroth       | HBC Anzin-Valenciennes Hainaut | 127 buts |
| 3  | Zoran Calić       | Villeurbanne HC                | 121 buts |
| 4  | Thomas            | Jeanne d'Arc de Villemomble    | 118 buts |
| 5  | François Berthier | SC Sélestat                    | 113 buts |
| 6  | Gateau            | HBC Anzin-Valenciennes Hainaut | 111 buts |
| 7  | Basneville        | Saint Brice Val-d'Oise         | 110 buts |
| 8  | Borko Jovičić     | Mulhouse Sud Alsace            | 105 buts |
| 9  | Marc Néguédé      | HBC Anzin-Valenciennes Hainaut | 104 buts |
| 10 | Popovic           | SMEC Metz                      | 103 buts |